# Gromada Bielsk Podlaski
Gromada Bielsk Podlaski war eine Verwaltungseinheit in der Volksrepublik Polen zwischen 1969 und 1972. Verwaltet wurde die Gromada vom Gromadzka Rada Narodowa, dessen Sitz sich in Bielsk Podlaski befand.

Die Gromada Bielsk Podlaski gehörte zum Powiat Bielski in der Woiwodschaft Białystok und wurde aus den aufgelösten Gromadas Augustowo und Hołody sowie den Dörfern Proniewicze und Hryniewicze Duże der Gromada Chraboły und den Dörfern Biała und Kotły aus der Gromada Pasynki zum 1. Januar 1969 gebildet.

Zum 31. Dezember 1972 wurde die Gromada Bielsk Podlaski aufgelöst und die wiedergebildtet Gmina Bielsk Podlaski überführt.